# 128038 Jimadams
128038 Jimadams este o planetă minoră (asteroid), cu un diametru de 3,906 km, din centura de asteroizi. A fost descoperită pe 30 mai 2003 la Observatorio de Cerro Tololo⁠(d) de Marc Buie⁠(d). 
Obiectul prezintă o orbită caracterizată de o semiaxă mare de 3,1189362846463 UAi, o excentricitate de 0,11242897764998, o înclinație de 4,2607499088288 ° în raport cu ecliptica.